# 小金梅叶
小金梅叶（学名：Hypoxis aurea），又名小金梅草，为仙茅科小仙茅属下的一个种。為多年生草本植物。主要分佈於日本本州島宫城县以南地區、琉球群岛、中国南部、台湾、东南亚、尼泊尔、印度、马来西亚、印度尼西亚、菲律宾和巴布亚新几内亚。